# Радослав (севастократор)
Севастократор Радослав е средновековен български аристократ от династията Смилец, севастократор през XIII – XIV век.

## Биография
Той е вторият по старшинство брат от тримата братя Смилец, Радослав и Войсил, които са известни в средновековната ни история с борбите и домогванията си за българския престол срещу династията на Тертеровци на границата между XIII-XIV век.  Най-големият от братята, Смилец, успява да се възкачи на трона на българските царе от 1292 до 1298 г., след чиято смърт татарската хегемония се усилва дотолкова, че на престола се възкачва татаринът Чака. Братята Радослав и Войсил, които междувременно са се сродили с византийския двор, бягат във Византия и оттам с помощта на Палеолозите повеждат борба за възстановяване на правата си върху българския трон. През 1300 г. Чака е свален и обезглавен, а тронът е зает от Теодор Светослав. 
Претенции за трона предявява и Радослав, който носи титлата „севастократор“ (т.е. втори след царя - тази титла е давана обичайно на престолонаследника). Той потегля с византийски и български войски за Търново, да заяви претенциите си, но е разбит, пленен и ослепен още в началото на похода си от Алдимир, чичото на Теодор Светослав. Родовите владения на братята са дадени на Алдимир, вероятно като награда за верността му. Повече нищо не е известно за по-нататъшната съдба на Радослав, но най-вероятно е той да умира в изгнание при брат си Войсил във Византия.

## В популярната култура
Севастократор Радослав е персонаж от романа на Иван Вазов ,,Светослав Тертер".